# Josif Droboniku
Josif Droboniku (ur. 25 grudnia 1952 w Fierze, zm. 6 lutego 2020 w Bari) – albański malarz, autor mozaik.

## Życiorys
Po ukończeniu nauki w liceum artystycznym Jordan Misja w Tiranie, gdzie uczył się pod kierunkiem Naxhi Bakalliego, studiował malarstwo monumentalne w Instytucie Sztuk w Tiranie. Po studiach pracował w latach 1978-1982 jako nauczyciel rysunku w szkole w Ballshu. W 1982 przeniósł się do Tirany i podjął współpracę ze Studiem Filmowym Nowa Albania. Specjalizował się w mozaikach o tematyce historycznej. W 1990 korzystając z wyjazdu turystycznego do Włoch nielegalnie opuścił Albanię i dotarł do Kalabrii, osiadł w miejscowości Ungra, gdzie podjął współpracę ze środowiskiem artystów, wywodzących się z Arboreszy. Zmarł w szpitalu w Bari.

## Dzieła
Do jego dzieł należą mozaiki zdobiące fronton Narodowego Muzeum Historycznego i pałaców kultury w Tiranie, Lushnji i Peshkopii. Za mozaikę na frontonie Narodowego Muzeum Historycznego zdobył w 1983 nagrodę państwową. Większość jego dzieł, powstałych w okresie kalabryjskim stanowią mozaiki i freski, zdobiące ściany cerkwi prawosławnych. Wspólnym dziełem Josifa Droboniku i jego żony Liljany Prifti jest mozaika dla katedry prawosławnej w Tiranie.